# Речной (Кумёнский район)
Речно́й — посёлок в Кумёнском районе Кировской области России. Административный центр Речного сельского поселения.

## География
Посёлок находится в центральной части Кировской области, в пределах возвышенности Вятский Увал, в подзоне южной тайги, на правом берегу реки Быстрица, к западу от автодороги 33Р-002, на расстоянии приблизительно 19 км (по прямой) к северо-западу от посёлка городского типа Кумёны, административного центра района. Абсолютная высота — 138 м над уровнем моря.
Климат
Климат характеризуется как континентальный, умеренно холодный. Среднегодовая температура — 1,6 °C. Средняя температура воздуха самого холодного месяца (января) составляет −12 °C (абсолютный минимум — −45 °С); самого тёплого месяца (июля) — 17,2 °C (абсолютный максимум — 37 °С). Годовое количество атмосферных осадков — 582 мм, из которых две трети выпадает в тёплый период. Снежный покров держится в течение 168 дней.

## Население
| 2010 |
| ---- |
| 978  |

Половой состав
По данным Всероссийской переписи населения 2010 года, в гендерной структуре населения мужчины составляли 44,4 %, женщины — соответственно 55,6 %.
Национальный состав
Согласно результатам переписи 2002 года, в национальной структуре населения русские составляли 98 % из 1079 чел.

## Улицы
| - ул. Белинского, - ул. Гайдара, - ул. Герцена, - ул. Добролюбова, - ул. Ленина, | - ул. Лермонтова, - ул. Лесная, - ул. Маяковского, - ул. Некрасова, - ул. Новая, | - пер. Островского, - ул. Пушкина, - ул. Толстого, - ул. Фадеева, - ул. Цветочная. |